# Moja osveta
Moja osveta (eng. Susan's Plan) američka je kriminalistička komedija redatelja i scenarista Johna Landisa, snimljena 1998. godine. Glazbu za film skladao je Peter Bernstein. Glavne uloge tumače Nastassja Kinski, Billy Zane, Michael Biehn, Rob Schneider, Lara Flynn Boyle, Adrian Paul i Dan Aykroyd.

## Radnja
Susan je rastavljena od svoga bahatog muža Paula Hollanda. Susan je u vezi sa Samom Myersom, a Paul ima ljubavnicu, priglupu striptizetu Betty Johnson kojoj je na pameti samo seks i ima nekoliko ljubavnika u isto vrijeme. Paul još nije promijenio svoju oporuku, te u slučaju njegove smrti Susan dobiva veliku svotu novaca. Susan i Sam, zajedno s Betty, unajme dvojicu sitnih kriminalaca, Billa i Stevea, da ubiju Paula. No, Paul preživi i biva prevezen u bolnicu. Susan tada u poomoć poziva svog bivšeg dečka bikera Boba, koji je sada u vezi s Betty, da ubije Paula. Za cijelu prijevaru sazna i Samova bivša žena Penny, koja također želi dio novca, a Steve strahuje za svoj život, jer je i on Bettyin ljubavnik, a Bob je poznat po svojoj nasilnosti. Susan, Sam, Bill, Steve, Betty, Bob i Penny se svi sastanu u bolnici s jednim ciljem - ubiti Paula, dok im je za petama detektiv Scott.

## Uloge
- Nastassja Kinski - Susan Holland
- Billy Zane - Sam Myers
- Michael Biehn - Bill
- Rob Schneider - Steve
- Lara Flynn Boyle - Betty Johnson
- Adrian Paul - Paul Holland
- Dan Aykroyd - Bob
- Lisa Lisa Edelstein - Penny Myers
- Thomas Haden Church - Dr. Chris Stillman
- Bill Duke - detektiv Scott

## Vanjske poveznice
- Moja osveta u internetskoj bazi filmova IMDb-a